# モンゴルの貴族制度
モンゴルの貴族制度 (モンゴル語: язгууртан/yazgurtan; モンゴル語: сурвалжтан/survaljtan) は10世紀から12世紀にかけて発達し、13世紀のモンゴル帝国の成立によって確立した後、20世紀まで存続した。

## モンゴル帝国時代(1206–1368)及び大元ウルス時代(1271–1368)

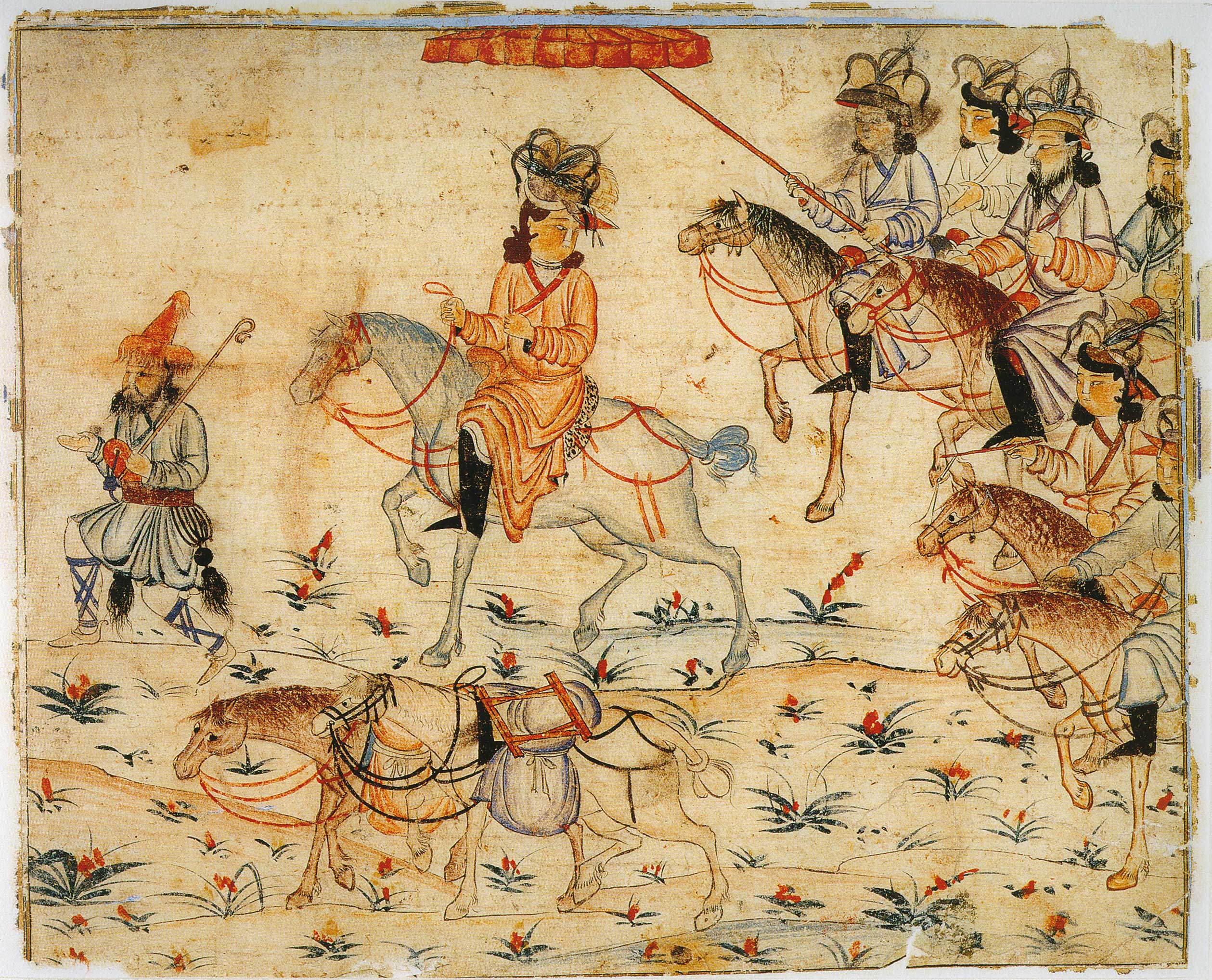
『集史』におけるモンゴル帝国の貴族像

### 貴族の称号
- カーン(Qaγan) (ᠬᠠᠭᠠᠨ), モンゴル帝国の君主(皇帝)
- ノヤン(Noyan) (ᠨᠣᠶᠠᠨ), モンゴル帝国の統治下においてアイマク(部落)を有する領主
- ジノン(J̌inong) (ᠵᠢᠨᠤᠩ), 「晋王」に由来する称号で、モンゴル高原の統治、チンギス・カン祭祀を務める皇族が称した
- クウン(Kö'ün) (ᠬᠠᠨ ᠬᠦᠦ), 元来は「人」を意味する単語で、転じて「王子」を意味した

### 軍事指揮官の称号
- 万人隊長(Tumetu-iin Noyan) (万戸長), トゥメン(万人隊)を率いる指揮官
- 千人隊長(Mingghan-u Noyan) (千戸長), ミンガン(千人隊)を率いる指揮官
- 百人隊長(Jagutu-iin Darga) (百戸長), ジャウン(百人隊)を率いる指揮官
- 十人隊長(Arban-u Darga) (十戸長), アルバン(十人隊)を率いる指揮官
- チェルビ(Čerbi), ケシク(親衛隊)の指揮官が称した肩書きで、「侍従」を意味する
- ベイ(Bey),テュルク語由来の称号

### 女性の称号
- カトゥン(Qatun) (ᠬᠠᠲᠤᠨ), モンゴル帝国の后妃
- グンジ(Gonǰi) (ᠭᠦᠩᠵᠦ),「公主」に由来し、高貴な女性の称号
- ベキ(Behi),高貴な女性の称号
- ベグン(Begum), テュルク系の称号で、ベイの女性形

## 北元時代(1368–1635)

### 貴族の称号
- ハーン(Khaan),モンゴルの君主
- ジノン(J̌inong) (ᠵᠢᠨᠤᠩ), チンギス・ハーンの大オルド(＝八白室)を治める者の称号で、15世紀以後にはオルドス部長の称号ともなった
- ホンタイジ(Qong Tayiji) (ᠬᠤᠨ
ᠲᠠᠶᠢᠵᠢ), 「皇太子」に由来する言葉で、君主号の1つとして用いられた
- タイジ(Tayiǰi) (ᠲᠠᠶᠢᠵᠢ),「太子」に由来する、チンギス・カンの子孫が名のる称号
- オン(Ong),「王」に由来する、チンギス・カンの諸弟(ジョチ・カサル、カチウン、テムゲ・オッチギン、ベルグテイ)の子孫が名のる称号
- タイシ(Tayiši) (ᠲᠠᠢᠱᠢ),「太師」に由来する非ボルジギン氏の首長が名のる称号で、ハーンを傀儡とし事実上北元時代モンゴルの最高権力者であった

### 女性の称号
- タイフ(Taihu), 后妃の称号の一つ
- ハトゥン(Khatun),后妃の称号の一つ
- グンジ(Gonǰi),「公主」に由来する高貴な女性の称号
- Behichi (Beiji), 高貴な女性の称号

### 非貴族の呼称
- Sain humun (ᠰᠠᠶᠢᠨ ᠬᠦᠮᠦᠨ),「良き人」を意味し、富裕な人物の呼称として用いられた
- Dund humun (ᠳᠤᠮᠳᠠ ᠬᠦᠮᠦᠨ),「中くらいの人」を意味する称号
- Magu humun (ᠮᠠᠭᠤ ᠬᠦᠮᠦᠨ),「悪しき人」を意味し、貧困な人物の呼称として用いられた
- Hitad humun (ᠬᠢᠲᠠᠳ ᠬᠦᠮᠦᠨ),「漢人」を意味し、奴隷身分の呼称として用いられた

## 清朝統治時代(1691–1911)及びボグド・ハーン政権期(1911–1924)

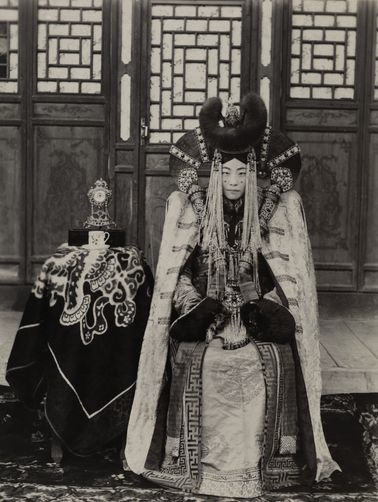
ハルハ部の貴族(c. 1908)

### 貴族の称号
- ハン (汗), 「旗(ホシューン)」の領主
- 男爵(Ashan-i hafan),旗の領主で、年收入が3500両・白銀60匹綢緞

- 親王(Chin Wang),旗の領主で、年收入が2600両・40匹綢緞、かつ農奴を60所有する
- 郡王(Giyün Wang),旗の領主で、年收入が1200〜2000両・15〜25匹綢緞、かつ農奴を50所有する
- ベイレ(Beile),旗の領主で、年收入が600両・13匹綢緞、かつ農奴を40所有する
- ベイス(Beis),旗の領主で、年收入が500両・10匹綢緞
- 鎮国公(Tushiye Gong),旗の領主で、年收入が300両・9匹綢緞
- 輔国公(Tusalagchi Gong),旗の領主で、年收入が200両・7匹綢緞

- タイジ(Hohi Taiji/台吉)四階級に分類される:
  - 一等タイジ(Terigun Zereg-un Taiji),旗の領主で、年收入が100両・4匹綢緞
  - 二等タイジ(Ded Zereg-un Taiji),旗の領主で、年收入が90両・3匹綢緞
  - 三等タイジ(Gutagaar Zereg-un Taiji)
  - 四等タイジ(Dötugeer Zereg-un Taiji),旗の領主で、年收入が40両、かつ農奴を4所有する